# Pallenopsis conirostris
Pallenopsis conirostris is een zeespin uit de familie Pallenopsidae. De soort behoort tot het geslacht Pallenopsis. Pallenopsis conirostris werd in 1991 voor het eerst wetenschappelijk beschreven door Turpaeva. 